# Campionati europei individuali di ginnastica artistica 2017
I VII Campionati europei individuali di ginnastica artistica sono stati la 7ª edizione dei Campionati europei di ginnastica artistica con competizioni a livello individuale. Si sono svolti a Cluj-Napoca, in Romania, dal 19 al 23 aprile 2017.

## Programma
| Data      | Ora (UTC+2)   | Maschile                                 | Femminile                        |
| --------- | ------------- | ---------------------------------------- | -------------------------------- |
| 19 aprile | 10:00 - 12:30 | Qualificazioni (suddivisione 1)          | —                                |
| 19 aprile | 14:00 - 17:00 | Qualificazioni (suddivisione 2)          | —                                |
| 19 aprile | 17:00         | Cerimonia di apertura                    | Cerimonia di apertura            |
| 19 aprile | 18:00 - 21:00 | Qualificazioni (suddivisione 3)          | —                                |
| 20 aprile | 10:30 - 13:00 | —                                        | Qualificazioni (suddivisione 1)  |
| 20 aprile | 14:30 - 17:00 | —                                        | Qualificazioni (suddivisione 2)  |
| 20 aprile | 17:15 - 19:45 | —                                        | Qualificazioni (suddivisione 3)  |
| 21 aprile | 13:00 - 15:45 | Finale individuale                       | —                                |
| 21 aprile | 17:30 - 19:30 | —                                        | Finale individuale               |
| 22 aprile | 13:30 - 16:50 | Corpo libero Cavallo con maniglie Anelli | Volteggio Parallele asimmetriche |
| 23 aprile | 13:30 - 16:50 | Volteggio Parallele simmetriche Sbarra   | Trave Corpo libero               |

## Podi

### Maschile
| Evento                           | Oro                    | Punti  | Argento           | Punti  | Bronzo             | Punti  |
| Concorso individuale (dettagli)  | Oleh Vernjajev         | 85.866 | Artur Dalalojan   | 85.498 | James Hall         | 84.664 |
| Corpo libero (dettagli)          | Marian Drăgulescu      | 14.500 | Dmitrij Lankin    | 14.466 | Alexander Shatilov | 14.400 |
| Cavallo con maniglie (dettagli)  | David Beljavskij       | 15.100 | Krisztián Berki   | 14.900 | Harutjun Merdinjan | 14.833 |
| Anelli (dettagli)                | Eleutherios Petrounias | 15.433 | Courtney Tulloch  | 15.066 | Ihor Radivilov     | 15.033 |
| Volteggio (dettagli)             | Artur Dalalojan        | 14.933 | Marian Drăgulescu | 14.733 | Oleh Vernjajev     | 14.649 |
| Parallele simmetriche (dettagli) | Oleh Vernjajev         | 15.466 | Lukas Dauser      | 15.366 | Nikita Nagornyj    | 15.266 |
| Sbarra (dettagli)                | Pablo Brägger          | 14.933 | Oliver Hegi       | 14.500 | David Beljavskij   | 14.366 |

### Femminile
| Evento                            | Oro                 | Punti  | Argento             | Punti  | Bronzo                        | Punti  |
| Concorso individuale (dettagli)   | Elissa Downie       | 55.765 | Zsófia Kovács       | 55.432 | Mélanie de Jesus dos Santos   | 55.065 |
| Volteggio (dettagli)              | Coline Devillard    | 14.467 | Elissa Downie       | 14.350 | Boglárka Dévai                | 14.317 |
| Parallele asimmetriche (dettagli) | Nina Derwael        | 14.633 | Elena Eremina       | 14.300 | Elissa Downie Elisabeth Seitz | 14.133 |
| Trave (dettagli)                  | Cătălina Ponor      | 14.566 | Eythora Thorsdottir | 14.066 | Larisa Iordache               | 13.966 |
| Corpo libero (dettagli)           | Angelina Mel'nikova | 14.100 | Elissa Downie       | 14.066 | Eythora Thorsdottir           | 13.700 |

## Medagliere
| Pos.   | Paese       | Oro | Argento | Bronzo | Totale |
| ------ | ----------- | --- | ------- | ------ | ------ |
| 1      | Russia      | 3   | 3       | 2      | 8      |
| 2      | Romania     | 2   | 1       | 1      | 4      |
| 3      | Ucraina     | 2   | 0       | 2      | 4      |
| 4      | Regno Unito | 1   | 3       | 2      | 6      |
| 5      | Svizzera    | 1   | 1       | 0      | 2      |
| 6      | Francia     | 1   | 0       | 1      | 2      |
| 7      | Belgio      | 1   | 0       | 0      | 1      |
| 7      | Grecia      | 1   | 0       | 0      | 1      |
| 9      | Ungheria    | 0   | 2       | 1      | 3      |
| 10     | Germania    | 0   | 1       | 1      | 2      |
| 10     | Paesi Bassi | 0   | 1       | 1      | 2      |
| 12     | Armenia     | 0   | 0       | 1      | 1      |
| 12     | Israele     | 0   | 0       | 1      | 1      |
| Totale | Totale      | 12  | 12      | 13     | 37     |

## Risultati in dettaglio

### Concorso individuale maschile
| Pos.    | Ginnasta         | Nazione     | Attrezzo     | Attrezzo | Attrezzo | Attrezzo  | Attrezzo  | Attrezzo | Totale |
| Pos.    | Ginnasta         | Nazione     | Corpo libero | Cavallo  | Anelli   | Volteggio | Parallele | Sbarra   | Totale |
| ------- | ---------------- | ----------- | ------------ | -------- | -------- | --------- | --------- | -------- | ------ |
| Oro     | Oleh Vernjajev   | Ucraina     | 13.466       | 14.500   | 14.700   | 14.700    | 14.500    | 14.000   | 85.866 |
| Argento | Artur Dalalojan  | Russia      | 14.766       | 12.633   | 14.266   | 14.933    | 14.500    | 14.400   | 85.498 |
| Bronzo  | James Hall       | Regno Unito | 14.266       | 14.166   | 13.800   | 14.166    | 14.166    | 14.100   | 84.664 |
| 4       | Nikita Ignat'ev  | Russia      | 13.966       | 13.366   | 14.633   | 13.933    | 13.933    | 14.133   | 83.964 |
| 5       | Joe Fraser       | Regno Unito | 13.600       | 14.000   | 13.633   | 14.016    | 13.933    | 13.800   | 82.982 |
| 6       | Artur Davtjan    | Armenia     | 13.266       | 13.666   | 14.233   | 14.833    | 13.700    | 13.166   | 82.864 |
| 7       | Lukas Dauser     | Germania    | 13.700       | 13.100   | 13.600   | 14.266    | 14.700    | 12.833   | 82.199 |
| 8       | Ferhat Arıcan    | Turchia     | 13.600       | 13.666   | 12.833   | 13.866    | 14.866    | 13.266   | 82.097 |
| 9       | Eddy Yusof       | Svizzera    | 13.266       | 12.633   | 13.666   | 14.333    | 14.566    | 13.300   | 81.764 |
| 10      | Philipp Herder   | Germania    | 13.566       | 13.666   | 13.333   | 14.166    | 13.933    | 12.641   | 81.305 |
| 11      | Casimir Schmidt  | Paesi Bassi | 13.866       | 12.800   | 13.566   | 14.333    | 13.700    | 12.733   | 80.998 |
| 12      | Oliver Hegi      | Svizzera    | 12.666       | 12.000   | 13.233   | 13.166    | 14.666    | 14.500   | 80.231 |
| 13      | Marios Georgiou  | Cipro       | 12.300       | 14.366   | 13.400   | 12.433    | 13.800    | 13.900   | 80.199 |
| 14      | Bart Deurloo     | Paesi Bassi | 11.566       | 13.900   | 13.300   | 14.266    | 13.400    | 13.566   | 79.998 |
| 15      | Yevgen Yudenkov  | Ucraina     | 13.666       | 12.933   | 14.033   | 13.666    | 13.033    | 12.400   | 79.731 |
| 16      | Daan Kenis       | Belgio      | 13.533       | 12.466   | 12.900   | 14.300    | 13.533    | 12.500   | 79.232 |
| 17      | Oskar Kirmes     | Finlandia   | 13.433       | 12.933   | 12.433   | 13.800    | 13.600    | 12.866   | 79.065 |
| 18      | Botond Kardos    | Ungheria    | 13.566       | 12.800   | 12.466   | 14.000    | 12.733    | 12.966   | 78.531 |
| 19      | Maxime Gentges   | Belgio      | 13.600       | 13.200   | 13.233   | 12.866    | 12.900    | 12.700   | 78.499 |
| 20      | Robert Tvorogal  | Lituania    | 12.566       | 11.666   | 13.066   | 13.566    | 13.800    | 12.633   | 77.297 |
| 21      | Lorenzo Galli    | Italia      | 13.000       | 13.033   | 12.833   | 14.025    | 13.066    | 11.333   | 77.290 |
| 22      | Adam Babos       | Ungheria    | 13.066       | 13.566   | 12.800   | 13.100    | 13.233    | 11.500   | 77.265 |
| 23      | Tomas Kuzmickas  | Lituania    | 13.100       | 13.133   | 11.733   | 13.833    | 10.166    | 13.200   | 75.165 |
| 24      | Michalis Krasias | Cipro       | 12.700       | 12.033   | 13.033   | 13.133    | 13.133    | 11.066   | 75.098 |

### Corpo libero maschile
| Pos.    | Ginnasta                 | D Score | E Score | Pen. | Totale |
| ------- | ------------------------ | ------- | ------- | ---- | ------ |
| Oro     | Marian Drăgulescu        | 6.2     | 8.300   | —    | 14.500 |
| Argento | Dmitrij Lankin           | 6.4     | 8.066   | —    | 14.466 |
| Bronzo  | Alexander Shatilov       | 6.0     | 8.400   | —    | 14.400 |
| 4       | Artem Dolgopyat          | 6.3     | 8.133   | 0.1  | 14.333 |
| 5       | Dominick Adam Cunningham | 6.0     | 8.300   | —    | 14.300 |
| 6       | Rayderley Zapata         | 6.3     | 8.000   | —    | 14.300 |
| 7       | Oleh Vernjajev           | 5.7     | 8.333   | —    | 14.033 |
| 8       | Pavel Bulauski           | 6.1     | 7.666   | —    | 13.766 |

### Cavallo con maniglie
| Pos.    | Ginnasta           | D Score | E Score | Pen. | Totale |
| ------- | ------------------ | ------- | ------- | ---- | ------ |
| Oro     | David Beljavskij   | 6.2     | 8.900   | —    | 15.100 |
| Argento | Krisztián Berki    | 6.2     | 9.000   | 0.3  | 14.900 |
| Bronzo  | Harutjun Merdinjan | 6.1     | 8.733   | —    | 14.833 |
| 4       | Robert Seligman    | 5.9     | 8.866   | —    | 14.766 |
| 5       | Oliver Hegi        | 6.0     | 8.700   | —    | 14.700 |
| 6       | Sašo Bertoncelj    | 5.4     | 8.033   | —    | 13.433 |
| 7       | Oleh Vernjajev     | 5.9     | 7.300   | —    | 13.200 |
| 8       | Ferhat Arıcan      | 5.9     | 7.066   | —    | 12.966 |

### Anelli
| Pos.    | Ginnasta                    | D Score | E Score | Pen. | Totale |
| ------- | --------------------------- | ------- | ------- | ---- | ------ |
| Oro     | Eleutherios Petrounias      | 6.3     | 9.133   | —    | 15.433 |
| Argento | Courtney Tulloch            | 6.4     | 8.666   | —    | 15.066 |
| Bronzo  | Ihor Radivilov              | 6.3     | 8.733   | —    | 15.033 |
| 4       | Vahagn Davtjan              | 6.1     | 8.758   | —    | 14.858 |
| 5       | İbrahim Çolak               | 6.2     | 8.633   | —    | 14.833 |
| 6       | Konstantinos Konstantinidis | 6.0     | 8.666   | —    | 14.666 |
| 7       | Artur Tovmasjan             | 6.2     | 8.466   | —    | 14.666 |
| 8       | Dmitrij Lankin              | 5.9     | 8.566   | —    | 14.466 |

### Volteggio maschile
| Pos.    | Ginnasta                 | D. Score | E. Score | Penalità | 1° Parziale | D. Score | E. Score | Penalità | 2° Parziale | Totale |
| ------- | ------------------------ | -------- | -------- | -------- | ----------- | -------- | -------- | -------- | ----------- | ------ |
| Oro     | Artur Dalalojan          | 5.6      | 9.466    | —        | 15.066      | 5.6      | 9.200    | —        | 14.800      | 14.933 |
| Argento | Marian Drăgulescu        | 5.6      | 9.066    | —        | 14.666      | 5.8      | 9.000    | —        | 14.800      | 14.733 |
| Bronzo  | Oleh Vernjajev           | 5.6      | 9.166    | —        | 14.766      | 5.6      | 9.033    | 0.1      | 14.533      | 14.649 |
| 4       | Zachari Hrimèche         | 5.6      | 9.033    | —        | 14.633      | 5.6      | 9.000    | —        | 14.600      | 14.616 |
| 5       | Artur Davtjan            | 5.6      | 9.266    | —        | 14.866      | 4.8      | 9.500    | —        | 14.300      | 14.583 |
| 6       | Dominick Adam Cunningham | 5.2      | 8.800    | —        | 14.000      | 5.6      | 8.766    | 0.1      | 14.266      | 14.133 |
| 7       | Ihor Radivilov           | 6.0      | 7.766    | 0.3      | 13.466      | 5.6      | 9.000    | —        | 14.600      | 14.033 |
| 8       | Andrey Medvedev          | 0.0      | 0.000    | —        | 0.000       | 5.2      | 8.266    | —        | 13.466      | 6.733  |
| Pos.    | Ginnasta                 | 1° Salto | 1° Salto | 1° Salto | 1° Salto    | 2° Salto | 2° Salto | 2° Salto | 2° Salto    | Totale |

### Parallele simmetriche
| Pos.    | Ginnasta         | D Score | E Score | Pen. | Totale |
| ------- | ---------------- | ------- | ------- | ---- | ------ |
| Oro     | Oleh Vernjajev   | 6.4     | 9.066   | —    | 15.466 |
| Argento | Lukas Dauser     | 6.4     | 8.966   | —    | 15.366 |
| Bronzo  | Nikita Nagornyj  | 6.4     | 8.866   | —    | 15.266 |
| 4       | David Beljavskij | 6.4     | 8.833   | —    | 15.233 |
| 5       | Eddy Yusof       | 6.0     | 9.000   | —    | 15.000 |
| 6       | Marcel Nguyen    | 6.5     | 8.300   | —    | 14.800 |
| 7       | Ferhat Arıcan    | 6.3     | 8.333   | —    | 14.633 |
| 8       | Oliver Hegi      | 5.6     | 6.266   | —    | 11.866 |

### Sbarra
| Pos.    | Ginnasta         | D Score | E Score | Pen. | Totale |
| ------- | ---------------- | ------- | ------- | ---- | ------ |
| Oro     | Pablo Brägger    | 6.8     | 8.133   | —    | 14.933 |
| Argento | Oliver Hegi      | 6.2     | 8.300   | —    | 14.500 |
| Bronzo  | David Beljavskij | 5.7     | 8.666   | —    | 14.366 |
| 4       | James Hall       | 5.7     | 8.633   | —    | 14.333 |
| 5       | Edgar Boulet     | 5.8     | 8.533   | —    | 14.333 |
| 6       | Bart Deurloo     | 6.0     | 7.133   | —    | 13.133 |
| 7       | Anton Kovačević  | 6.1     | 6.966   | —    | 13.066 |
| 8       | Oleh Vernjajev   | 6.0     | 5.700   | —    | 11.700 |

### Concorso individuale femminile
| Pos.    | Ginnasta                    | Nazione     | Attrezzo  | Attrezzo  | Attrezzo | Attrezzo     | Totale |
| Pos.    | Ginnasta                    | Nazione     | Volteggio | Parallele | Trave    | Corpo libero | Totale |
| ------- | --------------------------- | ----------- | --------- | --------- | -------- | ------------ | ------ |
| Oro     | Elissa Downie               | Regno Unito | 14.566    | 14.300    | 13.066   | 13.833       | 55.765 |
| Argento | Zsófia Kovács               | Ungheria    | 14.600    | 14.333    | 13.466   | 13.033       | 55.432 |
| Bronzo  | Mélanie de Jesus dos Santos | Francia     | 14.366    | 14.100    | 13.833   | 12.766       | 55.065 |
| 4       | Elena Eremina               | Russia      | 13.966    | 14.300    | 12.700   | 13.300       | 54.266 |
| 5       | Kim Bui                     | Germania    | 13.533    | 14.033    | 12.533   | 13.400       | 53.499 |
| 6       | Martina Maggio              | Italia      | 14.100    | 13.266    | 12.900   | 12.933       | 53.199 |
| 7       | Nina Derwael                | Belgio      | 13.533    | 13.600    | 12.733   | 12.966       | 52.832 |
| 8       | Ana Filipa Martins          | Portogallo  | 13.466    | 13.200    | 13.166   | 13.000       | 52.832 |
| 9       | Natal'ja Kapitonova         | Russia      | 13.600    | 14.100    | 11.900   | 13.166       | 52.766 |
| 10      | Alice Kinsella              | Regno Unito | 13.466    | 12.400    | 13.433   | 12.800       | 52.099 |
| 11      | Tisha Volleman              | Paesi Bassi | 14.233    | 12.733    | 12.066   | 12.966       | 51.998 |
| 12      | Eythora Thorsdottir         | Paesi Bassi | 14.100    | 12.366    | 11.966   | 13.533       | 51.965 |
| 13      | Ana Pérez                   | Spagna      | 13.600    | 13.700    | 11.533   | 12.500       | 51.333 |
| 14      | Ilaria Käslin               | Svizzera    | 13.266    | 11.900    | 13.033   | 13.066       | 51.265 |
| 15      | Lynn Genhart                | Svizzera    | 13.200    | 12.566    | 12.833   | 12.666       | 51.265 |
| 16      | Marine Boyer                | Francia     | 13.766    | 11.433    | 13.133   | 12.900       | 51.232 |
| 17      | Barbora Mokošová            | Slovacchia  | 13.633    | 12.700    | 12.266   | 12.466       | 51.065 |
| 18      | Ioana Crişan                | Romania     | 13.366    | 13.000    | 11.566   | 13.100       | 51.032 |
| 19      | Cintia Rodríguez Rodríguez  | Spagna      | 12.800    | 12.700    | 12.700   | 12.800       | 51.000 |
| 20      | Pauline Schäfer             | Germania    | 13.733    | 11.566    | 13.766   | 11.933       | 50.998 |
| 21      | Giada Grisetti              | Italia      | 13.933    | 13.533    | 11.700   | 11.533       | 50.699 |
| 22      | Vendula Měrková             | Rep. Ceca   | 12.300    | 12.333    | 12.900   | 12.633       | 50.166 |
| 23      | Olivia Cîmpian              | Romania     | 14.266    | 10.541    | 12.366   | 12.933       | 50.106 |
| 24      | Boglárka Dévai              | Ungheria    | 14.233    | 12.066    | 11.133   | 11.766       | 49.198 |

### Volteggio femminile
| Pos.    | Ginnasta            | D. Score | E. Score | Penalità | 1° Parziale | D. Score | E. Score | Penalità | 2° Parziale | Totale |
| ------- | ------------------- | -------- | -------- | -------- | ----------- | -------- | -------- | -------- | ----------- | ------ |
| Oro     | Coline Devillard    | 5.8      | 8.833    | —        | 14.633      | 5.4      | 8.900    | —        | 14.300      | 14.467 |
| Argento | Elissa Downie       | 5.4      | 9.000    | —        | 14.400      | 5.2      | 9.100    | —        | 14.300      | 14.350 |
| Bronzo  | Boglárka Dévai      | 5.4      | 9.000    | —        | 14.400      | 5.2      | 9.033    | —        | 14.233      | 14.317 |
| 4       | Marija Paseka       | 5.2      | 8.833    | —        | 14.033      | 5.8      | 8.733    | —        | 14.533      | 14.283 |
| 5       | Tisha Volleman      | 5.4      | 9.000    | —        | 14.400      | 5.2      | 8.900    | —        | 14.100      | 14.250 |
| 6       | Zsófia Kovács       | 5.4      | 9.166    | —        | 14.566      | 4.8      | 9.033    | —        | 13.833      | 14.200 |
| 7       | Teja Belak          | 5.4      | 8.900    | —        | 14.300      | 5.0      | 9.066    | —        | 14.066      | 14.183 |
| 8       | Angelina Mel'nikova | 5.4      | 9.000    | —        | 14.400      | 5.2      | 8.700    | 0.3      | 13.600      | 14.000 |
| Pos.    | Ginnasta            | 1° Salto | 1° Salto | 1° Salto | 1° Salto    | 2° Salto | 2° Salto | 2° Salto | 2° Salto    | Totale |

### Parallele asimmetriche
| Pos.    | Ginnasta                    | D Score | E Score | Pen. | Totale |
| ------- | --------------------------- | ------- | ------- | ---- | ------ |
| Oro     | Nina Derwael                | 6.1     | 8.533   | —    | 14.633 |
| Argento | Elena Eremina               | 6.0     | 8.300   | —    | 14.300 |
| Bronzo  | Elissa Downie               | 5.9     | 8.233   | —    | 14.133 |
| Bronzo  | Elisabeth Seitz             | 5.9     | 8.233   | —    | 14.133 |
| 5       | Kim Bui                     | 6.0     | 7.900   | —    | 13.900 |
| 6       | Zsófia Kovács               | 5.8     | 7.300   | —    | 13.100 |
| 7       | Rebecca Downie              | 5.5     | 8.000   | 0.5  | 13.000 |
| 8       | Mélanie de Jesus dos Santos | 4.9     | 6.800   | —    | 11.700 |

### Trave
| Pos.    | Ginnasta            | D Score | E Score | Pen. | Totale |
| ------- | ------------------- | ------- | ------- | ---- | ------ |
| Oro     | Cătălina Ponor      | 6.2     | 8.366   | —    | 14.566 |
| Argento | Eythora Thorsdottir | 5.6     | 8.466   | —    | 14.066 |
| Bronzo  | Larisa Iordache     | 6.0     | 7.966   | —    | 13.966 |
| 4       | Elissa Downie       | 5.3     | 8.133   | —    | 13.433 |
| 5       | Sanne Wevers        | 5.6     | 7.841   | 0.1  | 13.341 |
| 6       | Zsófia Kovács       | 5.0     | 8.133   | —    | 13.133 |
| 7       | Marine Boyer        | 5.7     | 7.266   | —    | 12.966 |
| 8       | Claudia Fragapane   | 5.1     | 7.433   | —    | 12.533 |
| 9       | Tabea Alt           | 5.7     | 5.366   | 0.1  | 10.966 |

### Corpo libero femminile
| Pos.    | Ginnasta            | D Score | E Score | Pen. | Totale |
| ------- | ------------------- | ------- | ------- | ---- | ------ |
| Oro     | Angelina Mel'nikova | 5.4     | 8.700   | —    | 14.100 |
| Argento | Elissa Downie       | 5.4     | 8.666   | —    | 14.066 |
| Bronzo  | Eythora Thorsdottir | 5.5     | 8.300   | 0.1  | 13.700 |
| 4       | Kim Bui             | 5.2     | 8.366   | —    | 13.566 |
| 5       | Lara Mori           | 5.4     | 8.166   | —    | 13.566 |
| 6       | Pauline Schäfer     | 5.1     | 8.433   | —    | 13.533 |
| 7       | Claudia Fragapane   | 5.5     | 8.333   | 0.3  | 13.533 |
| 8       | Elena Eremina       | 5.0     | 8.466   | —    | 13.466 |